# Carnitas

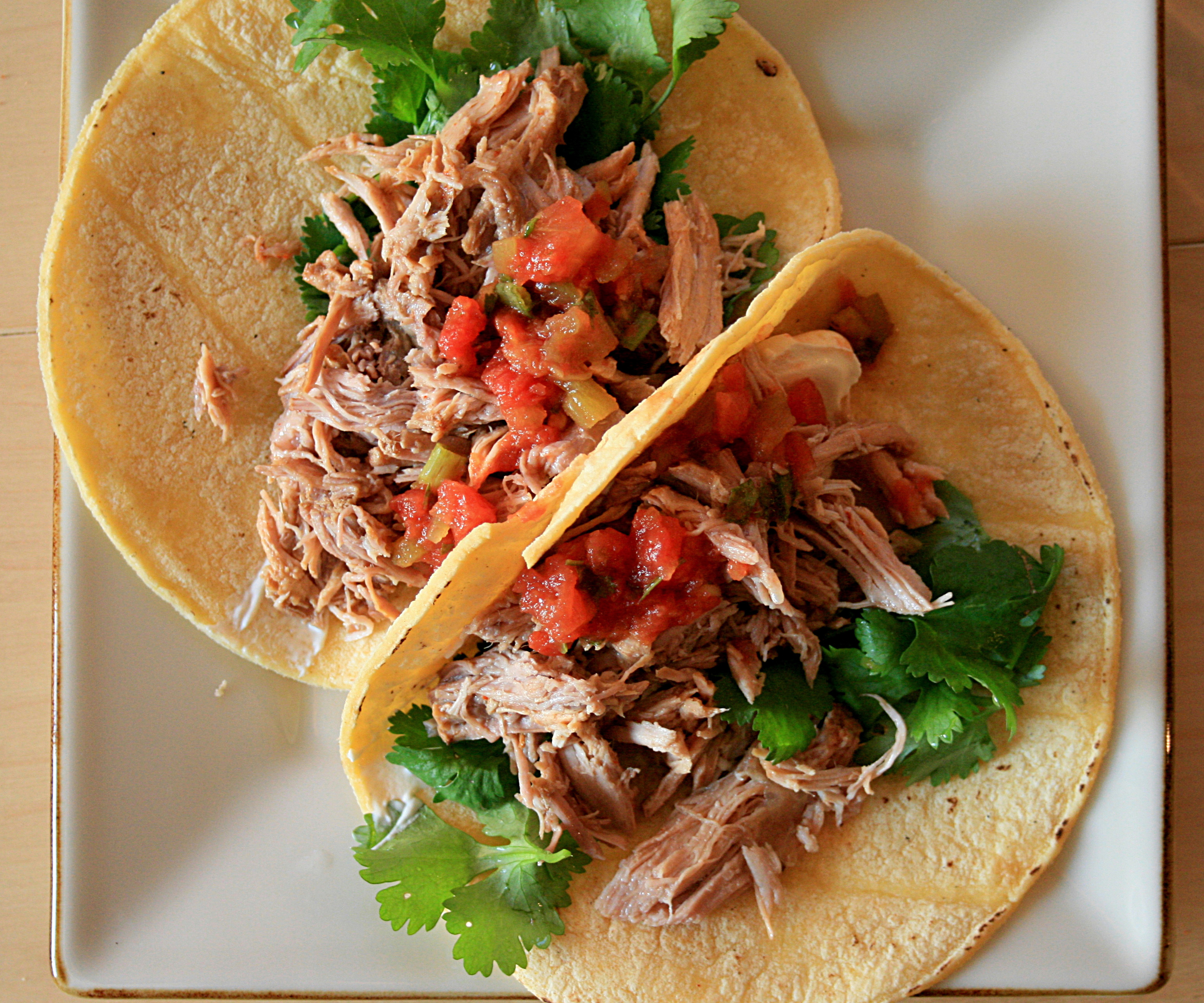
Carnitas.

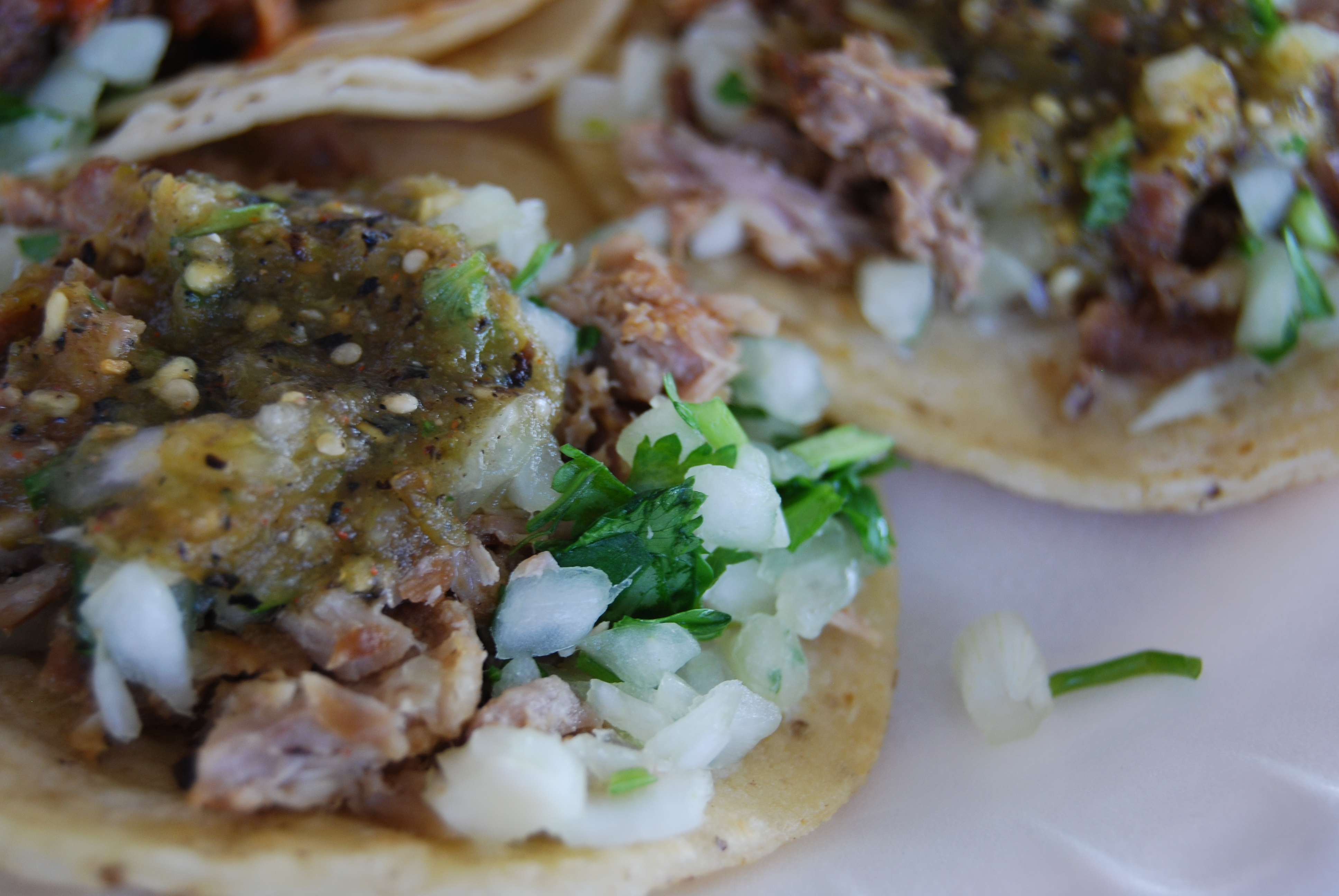
Carnitas.

En México, se le llama carnitas a la carne de puerco de diferentes porciones, incluyendo carne que son fritas en manteca de puerco. Para su preparación, se emplean enormes ollas de cobre, o cazos de acero inoxidable.
La manera tradicional para prepararlas es sazonando la carne y vísceras de puerco con sal y tequesquite, aunque dependiendo de la persona que las prepare, la receta puede variar. Por ejemplo, se puede sazonar con hierbas y especias como pimienta negra, ajo, caldo de pollo en polvo, etc., además de salarlas moderadamente. Una vez que las porciones del cerdo han sido fritas, se le añade a la cacerola, junto con la fritura, una solución que puede incluir refresco de cola, jugo de naranja, cerveza, agua y leche, y se remueve para evitar la formación de adherencias. Esta última adición sirve para darle el característico tono dorado al platillo.
Las carnitas pueden hallarse con facilidad en los mercados o en las carnicerías de todo el país. Existen también vendedores de comida rápida y fondas especializados en la venta de tacos y tortas de carnitas. En México, son muy populares, especialmente en el centro del país.
En Querétaro, colindante con Michoacán, se extendió rápidamente el consumo y la preparación de este alimento a tal grado que, en el municipio de Querétaro, concretamente en la delegación de Santa Rosa Jáuregui, la calle principal de esta cabecera delegacional está completamente llena de puestos de carnitas. La fama de este pueblo es muy conocida en México, por un ex delegado que suprimió la feria de las carnitas, pero ésta era una celebración donde se degustaba este platillo. Actualmente, a mediados del mes de marzo, en dicha delegación se llevan a cabo las fiestas de aniversario, en donde al final de éstas, se realiza una degustación de las mismas, abierta al público en general.
En Michoacán, también se conocen las famosas carnitas de Quiroga y Huandacareo; esta última población ubicada en la famosa ruta de la salud.
En el estado de Guanajuato, específicamente en la ciudad de Guanajuato, el estilo de preparación es "Carne en su jugo", logrando un término de carne suave, y al no estar frita ni dorada, el consumo de grasas malas es menor. 
En el estado de Jalisco, específicamente en la ciudad de Guadalajara, se utilizan en la preparación de un platillo tradicional llamado "torta ahogada", que consiste en un bolillo "salado" (cuyo sabor se acerca más a lo agrio), también conocido localmente como "birote", abierto por mitad y rellenado con cualquier tipo de carnitas y bañado con chile y salsa de jitomate.
También en Guadalajara, se utilizan las carnitas en otro platillo típico, que consiste en agregar encima de los tacos dorados (tortilla rellena usualmente de frijoles o papa frita cocida), bañados también con chile y salsa de jitomate, este platillo generalmente se sirve en los lugares que venden tortas ahogadas por la similitud en el uso de los ingredientes.
En el norte del país, principalmente en los estados de Durango y Chihuahua, las carnitas tienen la variante de ser cocinadas durante más tiempo, lo que les da una apariencia exterior más crujiente al punto del color café oscuro. Suelen ser preparadas con refresco de cola o naranja para agregarles sabor; suelen ser acompañadas  de guacamole, salsa de diferentes tipos, cebolla y cilantro.[cita requerida]
Por otra parte, las carnitas también se pueden usar como botana, picándolas en cuadros pequeños, y agregando salsa de botella y limón.

## Tipos de carnitas
- Barriga: Parecido al cuerito pero con una capa de grasa y carne.
- Bofe: Pulmón de cerdo.
- Buche: Estómago del cerdo.
- Cachete: Carne con mucha grasa alrededor.
- Chamorro.
- Costilla: Parte del costillar del cerdo: maciza con un trozo de hueso de la costilla o bien falda, como se conoce, cuando es sin hueso.
- Criadilla: Testículos.
- Cuerito: Piel del cerdo frita, no confundir con el chicharrón que lleva un proceso más complicado de preparación.
- Lengua
- Machitos: Intestinos.
- Maciza: Carne o pulpa de cerdo podría ser lomo con o sin hueso, nervios ni pellejos.
- Moño o trenza: Intestinos del cerdo trenzados antes de freír.
- Nana: Matriz.
- Nenepil: Útero mezclado con panza.
- Oreja
- Pierna de cerdo
- Redaños: Sinónimo de "Nana", así le llaman en el norte de México.
- Tripa: Intestinos.
- Trompa: Hocico del cerdo.
- Varilla: Hígado, corazón, bofe, páncreas, arrachera y riñones (también es conocida como asadura) los cuales también son cocidos en la misma forma.

En una taquería, se puede pedir un taco de "surtida", el cual contiene porciones de varios cortes, cuales sean estos. Un taco de carnitas puede contener uno o más de los siguientes tipos de carne.